# یوماکایوو
یوماکایوو (انگلیسی: Yumakayevo) یک شهرک در شهرستان بورایفسکی باشقیرستان کشور روسیه است.